# Macroteleia pilosa
Macroteleia pilosa är en stekelart som beskrevs av Muesebeck 1977. Macroteleia pilosa ingår i släktet Macroteleia och familjen Scelionidae. Inga underarter finns listade i Catalogue of Life.